# Зарменсторф
Зарменсторф (нем. Sarmenstorf) — коммуна в Швейцарии, в кантоне Аргау.
Входит в состав округа Бремгартен.  Население составляет 2308 человек (на 31 декабря 2007 года). Официальный код  —  4076.